# Tierquälerei
Tierquälerei ist das Quälen, Misshandeln oder unnötige Töten von Tieren. Der Begriff bezeichnet damit zwei unterschiedliche Sachverhalte; zum einen die umgangssprachliche Benennung eines Straftatbestands, zum anderen ein psychologisches Phänomen.

## Straftatbestand

### Deutschland
Tierquälerei ist in Deutschland nach dem Tierschutzgesetz strafbar.
Als Tierquälerei wird die in § 17 Tierschutzgesetz (TierSchG) beschriebene Straftat bezeichnet, ohne dass dieser Begriff im Gesetz gebraucht wird. Nach § 17 wird mit Freiheitsstrafe bis zu drei Jahren oder mit Geldstrafe bestraft, wer vorsätzlich
1. ein Wirbeltier ohne vernünftigen Grund tötet oder
2. einem Wirbeltier

- aus Rohheit („rohe Tiermisshandlung“) erhebliche Schmerzen oder Leiden zufügt oder
- länger anhaltende oder sich wiederholende („quälende Tiermisshandlung“) erhebliche Schmerzen oder Leiden zufügt.

Außerdem kann ein bis zu lebenslanges Verbot verhängt werden, Tiere zu halten oder zu betreuen oder mit ihnen sonst wie beruflich umzugehen. Betroffene Tiere können eingezogen und in einem Tierheim untergebracht werden. Für weniger schwere, dann auch fahrlässige Formen der Tiermisshandlung sind Bußgelder zu verhängen.
Handelt es sich dabei um ein fremdes Tier, so kann die Tat außerdem als Sachbeschädigung (§ 303 Strafgesetzbuch) strafbar sein, wobei Tierschützer erfolglos gegen diese Begrifflichkeit protestiert haben.
§ 2 Tierschutzgesetz definiert die Anforderungen an den Halter und Betreuer von Tieren. Wer ein Tier hält, betreut oder zu betreuen hat,
- muss das Tier seiner Art und seinen Bedürfnissen entsprechend angemessen ernähren, pflegen und verhaltensgerecht unterbringen,
- darf die Möglichkeit des Tieres zu artgemäßer Bewegung nicht so einschränken, dass ihm Schmerzen oder vermeidbare Leiden oder Schäden zugefügt werden,
- muss über die für eine angemessene Ernährung, Pflege und verhaltensgerechte Unterbringung des Tieres erforderlichen Kenntnisse und Fähigkeiten verfügen.

### Österreich
Tierquälerei ist in Österreich sowohl verwaltungsrechtlich als auch gerichtlich strafbar. Der verwaltungsstrafrechtliche Tatbestand ist in § 5 TSchG formuliert. Nach Absatz 1 ist es verboten, „einem Tier ungerechtfertigt Schmerzen, Leiden oder Schäden zuzufügen oder es in schwere Angst zu versetzen.“ Absatz 2 zählt einzelne Tatbestände auf, so beispielsweise die Qualzucht (Z 1), die Zucht auf Aggressivität (Z 2), der Einsatz von Hilfsmitteln zur Verhaltensbeeinflussung durch Strafreize (Z 3 lit b) oder eine Unterbringung, die für das Tier mit Leiden verbunden ist (Z 13). Bei Verstößen ist eine Verwaltungsstrafe von bis zu 7.500 Euro, im Wiederholungsfall bis zu 15.000 Euro vorgesehen. In schweren Fällen ist eine Verwaltungsstrafe von mindestens 2.000 Euro zu verhängen.
Tierquälerei ist aber auch gerichtlich strafbar. Der § § 222 Absatz 1 StGB verbietet es, ein Tier roh zu misshandeln, ihm unnötige Qualen zuzufügen, es auszusetzen, obwohl es in der Freiheit zu leben unfähig ist oder es auf andere Tiere zu hetzen um einem Tier Qualen zuzufügen. Absatz 2 stellt die Beförderung von Tieren unter Strafe, wenn ihnen währenddessen (wenn auch fahrlässig) Fütterung oder Tränke versagt und sie dadurch in einen qualvollen Zustand versetzt werden. Ferner ist es verboten ein Wirbeltier mutwillig zu töten. Das Strafmaß beträgt in diesen Fällen bis zu zwei Jahre Freiheitsstrafe.
Fällt eine Tierquälerei unter das Strafgesetzbuch, so ist sie nicht als Verstoß gegen das Tierschutzgesetz zu bestrafen (Verbot der Doppelbestrafung). Dennoch können für den Tierquäler auch verwaltungsrechtliche Folgen eintreten. So kann bei einer gerichtlichen Verurteilung oder mehrfacher verwaltungsrechtlicher Bestrafung wegen Tierquälerei ein Verbot der Tierhaltung ausgesprochen werden. Dabei haben die Gerichte den zuständigen Bezirksverwaltungsbehörden sowohl die rechtskräftige Verurteilung als auch die diversionelle Einstellung zu melden. Auch nur den Verdacht eines Verstoßes gegen die Tierschutzbestimmungen ist von den Gerichten zu melden. Tierhaltungsverbote gelten im gesamten Bundesgebiet.

### Schweiz
Tierquälerei wird durch Art. 26 ff des schweizerischen Tierschutzgesetzes (TSchG) unter Strafe gestellt.

## Medizin und Psychologie

### Tierquälerei als Symptom einer Störung
Tierquälerei wird in der ICD-10 als Symptom der Störung des Sozialverhaltens (F91) beschrieben. Tierquälerei ist bei Gewalttätern häufig bereits im Kindes- und Jugendalter zu beobachten. Eine Abgrenzung ist schwierig, da bei Kindern und Jugendlichen gleichermaßen solches Verhalten zu beobachten ist. Ebenso besteht ein Zusammenhang zwischen Gewalt gegen Tiere und zwischenmenschlicher Gewalt.
Psychoanalytiker werten Tierquälerei als Abwehrmechanismus in Form einer „Verschiebung“. Das Tier verkörpere dabei die Rolle eines Prügelknaben. Häufig würden ehemalige Opfer zu Tätern, die im Akt der Quälerei ihre subjektiv in der Vergangenheit erlebten Qualen am Objekt, dem Tier, reinszenierten und dabei kurzzeitig einen Abbau ihrer aufgestauten inneren Aggressionsspannung erlebten.